# Kibistra
Kibistra, pred tem znana kot Hubišna, je bilo staroveško mesto v Kapadokiji ali Kilikiji.
Kibistra je stala na mestu današnjega Karahöyüka,
približno 10 km severovzhodno od sodobnega mesta Ereğli v provinci Konya v Turčiji. V 1. tisočletju pr. n. št. je bila glavno mesto luvijsko govorečega novohetitskega kraljestva. 

## Ime
V asirskem kolonialnem obdobju se je mesto imenovalo Ḫabušna (akadsko 𒄷𒁉𒅖𒈾)
V Hetitskem cesarstvu se je imenovalo Ḫubišna (hetitsko 𒌷𒄷𒁉𒅖𒈾 in 𒌷𒄷𒁉𒌍𒈾) ali Ḫabušna (𒌷𒄩𒁍𒍑𒈾).  
V klasični antiki je mesto postalo znano kot Kibistra (Κυβιστρα, Kibistra).

## Zgodovina

### Bronasta doba
Hubišna je bila prvič omenjena v besedilih Hetitskega cesarstva kot država v južni Anatoliji v Spodnji deželi, ki ustreza kasnejši klasični Tiani.
Po Telepinujevem razglasu je bila Hubišna eden od krajev, ki jih je osvojil Labarna I.,  ustanovitelj in kralj starega Hetitskega cesarstva iz 17. stoletja pr. n. št., in v katerem so kasneje vladali njegovi sinovi.
V 16. stoletju pr. n. št. je kralj starega Hetitskega cesarstva Amuna izvedel več vojaških pohodov, da bi ponovno podredil svoje nekdanje države, ki so se uprle hetitski suverenosti, vključno s Hubišno.

### Železna doba

#### Kraljestvo Hubišna
Po propadu Hetitskega cesarstva je Hubišna postala ena od sirsko-hetitskih držav Tabalije.
O kraljestvu Hubišna je malo znanega. Kralj Puhame se sprva ni podredil novoasirskemu kralju Šalmaneserju III. (vl. 859 – 824 pr. n. št.), četudi se mu je med njegovim pohodom leta 837 ali 836 pr. n. št. podredilo 24 drugih kraljev Tabalije. Puhame se je podredil  Šalmaneserju III. šele potem, ko je Šalmaneser osvojil glavno mesto Hubišne.
Po letu okoli 738 pr. n. št. je Tabalija, vključno s Hubišno, postala podložnik Novoasirskega cesarstva, bodisi potem, ko je novoasirski kralj Tiglat-Pileser III. pr. n. št. na pohodih leta 743 do 740 pr. n. št. osvojil Arpad, ali morda med pohodom Tiglat-Pileserja III. na samo Tabalijo.
Kralj Uirimi iz Hubišne je v zapisih Novoasirskega cesarstva omenjen kot eden od petih kraljev, ki so leta 738 in 737 pr. n. št. ponudili plačevanje davka Tiglat-Pileserju III.
Leta 679 pr. n. št. je asirski kralj Asarhadon (vl. 681 – 669 pr. n. št.) premagal Kimerce in pri Hubišni ubil njihovega kralja Teušpo. Zdi se, da je Asarhadonov pohod potekal po dolini reke Göksu in obšel gorovje Anti-Taurus in Tabalijo.

##### Vladarja
- ᵐPuḫame (novoasirsko akadsko 𒁹𒁍𒄩𒈨[19][20][21]), vladal okoli 837 pr. n. št.

- ᵐUirimi (novoasirsko akadsko 𒁹𒌑𒄿𒊑𒈪[22][23]), vladal okoli 740 pr. n. št.

### Klasična antika
Strabon ob  omembi Tiane pravi, "da sta nedaleč od nje Kastabala in Kibistra, utrdbi, ki sta še bližje gori", s čimer misli na Taurus. Kibistra in Kastabala sta bili v Kilikiji. Strabon je opravil šestdnevno potovanje od Mazake skozi Tiano do Kilikijskih vrat. Tiana je bila približno na polovici poti.  
Ptolemaj je postavil Kibistro v Kataonijo.
Ko je bil Cicero prokonzul Kilikije (51/50 pr. n. št.), je svoje čete povedel proti jugu proti Taurusu skozi tisti del Kapadokije, ki meji na Kilikijo, in se utaboril "na robu Kapadokije, nedaleč od Taurusa, v mestu Kibistra, da bi branil Kilikijo in hkrati obdržal Kapadokijo". Ciceron je ostal v Kibistri pet dni. Ko je izvedel, da so Parti nedaleč od  Kapadokije in ogrožajo mejo Kilikije, je skozi Kilikijska vrata nemudoma vkorakal v Kilikijo  in prišel do Tarza. Ciceronovi zapisi so povsem  skladni s Strabonovimi.